# Manfred Gerlach
Pour les articles homonymes, voir Gerlach.
 (septembre 2007).
Si vous disposez d'ouvrages ou d'articles de référence ou si vous connaissez des sites web de qualité traitant du thème abordé ici, merci de compléter l'article en donnant les références utiles à sa vérifiabilité et en les liant à la section « Notes et références ».
Manfred Gerlach est un homme politique allemand de la République démocratique allemande né le 8 mai 1928 à Leipzig et décédé le 17 octobre 2011 à Berlin. Il est président du Parti libéral-démocrate est-allemand de 1967 à 1990 et occupe de hautes fonctions au sein de l'appareil politique de la République démocratique allemande, notamment la vice-présidence du Conseil d’état entre 1960 et 1989 puis la présidence de ce même conseil de décembre 1989 à mars 1990. Il s'est notamment distingué par son ouverture envers la république ouest-allemande et ses critiques dirigées contre le Parti socialiste unifié d'Allemagne à la fin des années 1980, réclamant des réformes pour l'ouverture économique du pays ou le renforcement des droits politiques (encouragement au multipartisme, etc.).

## Biographie

### Ascension politique
Manfred Gerlach est né en 1928 à Leipzig. En 1944, après ses études secondaires, il devient fonctionnaire au Tribunal de première instance de Leipzig. À seize ans, Il adhère au Parti libéral-démocrate lors de sa fondation en 1945. Dès lors, il occupe de multiples fonctions au sein du parti : membre de la fédération de Saxe et du conseil consultatif pour les questions relevant de la jeunesse de 1947 à 1959, vice-président du parti national entre 1951 et 1954, de secrétaire général de 1953 à 1967 puis enfin président à partir de 1967 et jusqu'à l'année 1990.
Parallèlement, il fait également carrière au sein de l’appareil d’état de la République démocratique allemande (RDA). Élu à la Chambre du peuple en 1949, il devient maire de Leipzig en 1950. Il est également vice-président du Conseil municipal de la ville de 1952 à 1954.

### Responsabilités politiques en République démocratique allemande
Vice-président du Conseil d’État de la RDA de 1960 à 1990, Manfred Gerlach se distingue en faisant de son parti l'un des seuls qui en Allemagne de l'Est entretienne des relations avec un parti ouest-allemand, le Parti libéral-démocrate. En 1985, la prise de pouvoir de Gorbatchev en URSS et la mise en place des réformes de la perestroïka et de la glasnost, l’amène à entrer prudemment en opposition avec le Parti socialiste unifié d'Allemagne (SED). Il réclame plus de libéralisme sur le plan économique et la mise en place de réformes sur les droits politiques, en contestant notamment la prédominance du SED au profit d'un multipartisme plus étendu. Ces prises de positions le rendent populaire en RDA.
Le 12 octobre 1989, il déclare lors du congrès du Parti libéral-démocrate : « Réfléchir dans le Parti libéral-démocrate à une politique et à la société signifie aujourd’hui réfléchir au socialisme et à son avenir en RDA… ».
Le 7 décembre suivant, il succède à Egon Krenz à la présidence du Conseil d’État. Cette nomination le rend de fait chef de l’État est-allemand. Mais ses hésitations lui valent de perdre rapidement sa popularité au profit d’une élite plus jeune devant laquelle il s’efface  partir du 5 avril 1990, Sabine Bergmann-Pohl, première présidente de la Chambre du peuple élue librement, le remplace dans l'exercice des fonctions de chef de l’État.

### Fin de carrière durant la réunification
En 1990, Manfred Gerlach devient membre du Parti libéral-démocrate ouest-allemand. Mais, accusé devant la cour suprême de Berlin d’avoir collaboré avec les autorités soviétiques, de s’être montré liberticide et d’avoir provoqué des décès, il fait l’objet d’une procédure d’exclusion qui aboutit le 23 novembre 1993.
Il réapparaît un court instant dans la vie politique comme conseiller environnemental pour le Parti du socialisme démocratique, héritier du SED, et collabore au Forum d’histoire alternatif de Berlin (Berliner Alternatives Geschichtsforum).
Il est décédé à Berlin le 17 octobre 2011 à l'âge de 83 ans.

## Distinctions
Manfred Gerlach est décoré en 1955 de l'ordre du Mérite patriotique (Vaterländischer Verdienstorden), section « Argent ». Il reçoit en 1964 l'Étoile de l'amitié des peuples. Il est aussi décoré de l'ordre Karl-Marx.
Reçu comme docteur en droit à l’Académie allemande de Potsdam-Babelsberg, il est nommé professeur en 1984.